# Wisełka

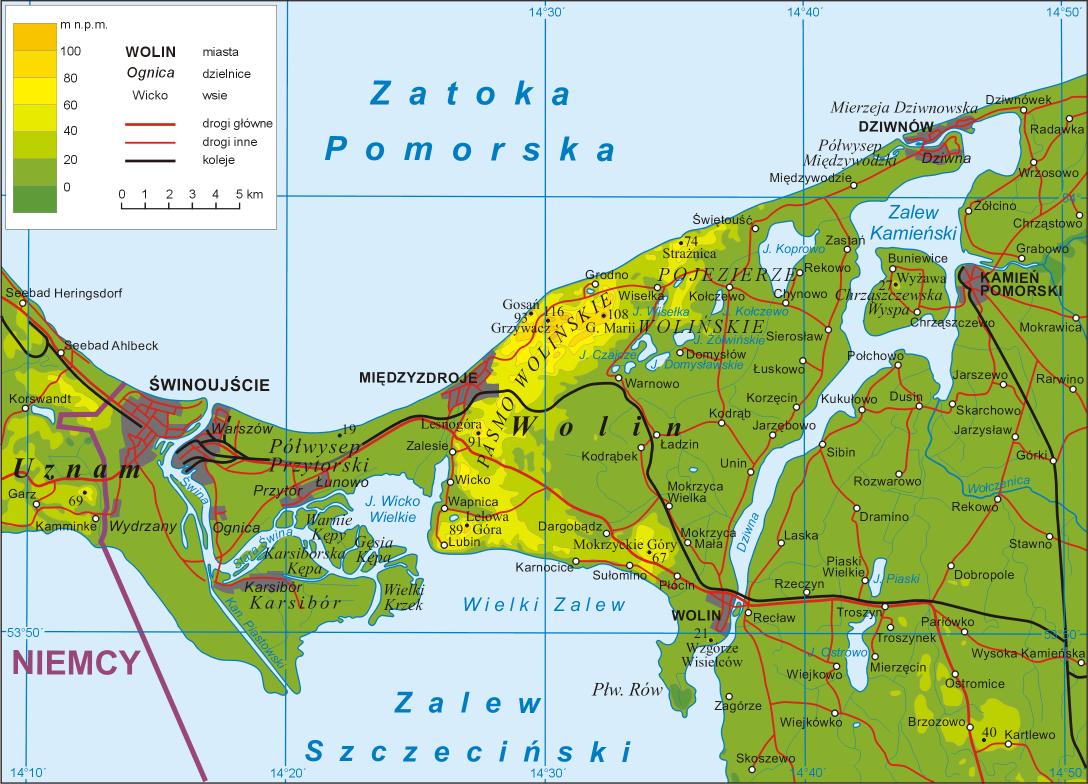
Bản đồ đảo Wolin

Wisełka [viˈsɛu̯ka] (Đức Neuendorf) là một ngôi làng thuộc khu hành chính của Gmina Wolin, thuộc quận Kamień, West Pomeranian Voivodeship, ở phía tây bắc Ba Lan. Nó nằm trên đảo Wolin, khoảng 13 kilômét (8 mi) phía bắc thị trấn Wolin, 15 km (9 mi) về phía tây Kamień Pomorski và 60 km (37 mi)  phía bắc thủ đô khu vực Szczecin.
Tính đến năm 2006, ngôi làng có dân số 480 người.